# Toshikatsu Matsuoka

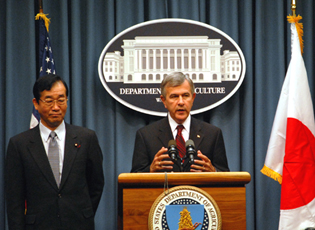
Toshikatsu Matsuoka mit Mike Johanns am 11. Januar 2007

Toshikatsu Matsuoka (jap. 松岡 利勝, Matsuoka Toshikatsu; * 25. Februar 1945 in Aso, Präfektur Kumamoto; † 28. Mai 2007 in Tokio) war ein japanischer Politiker.

## Politische Laufbahn
Im Jahr 1969 beendete er sein Studium der Agrarwissenschaft an der Universität Tottori und arbeitete von 1969 bis 1988 in verschiedenen Positionen des Landwirtschaftsministeriums. Seit 1990 war Matsuoka Mitglied des Unterhauses und wurde Mitglied der LDP, bevor er im September 2006 Landwirtschaftsminister wurde.

## Betrugsvorwürfe und Suizid
Matsuoka war amtierender Landwirtschaftsminister unter Premierminister Abe. Er war in mehrere Finanzskandale verwickelt. Ihm wurde vorgeworfen, umgerechnet mehr als 178.000 € (28 Mio. Yen) Gebühren für sein Büro aufgeführt zu haben, obwohl er ein parlamentarisches Büro benutzte, das ihm mietfrei zur Verfügung stand. Zudem entschuldigte er sich drei Tage nach seinem Amtsantritt für nicht veröffentlichte Parteispenden in Höhe von ca. 6400 €.
Am 28. Mai 2007 verübte er Suizid durch Erhängen, nur ein paar Stunden bevor er vom Parlamentsausschuss zu den gegen ihn erhobenen Vorwürfen hätte befragt werden sollen. Gegen Matsuoka waren bereits Rücktrittsforderungen erhoben worden, während sich zugleich die Regierung Abe einem massiven Popularitätsschwund gegenübersah.
Sein Nachfolger wurde Norihiko Akagi, der später wegen eines ähnlichen Finanzskandals zurücktrat.